# America's Sweetheart (Courtney Love)
America's Sweetheart è l'album di debutto della musicista statunitense Courtney Love, dopo lo scioglimento delle Hole, con il quale aveva già pubblicato 3 album. Il disco è stato pubblicato il 10 febbraio del 2004 con la casa discografica Virgin. Qualche anno dopo la sua uscita, in un'intervista la stessa Courtney Love definì l'album "le disastre".
Il primo singolo fu Mono, seguito poi da Hold on to Me.

## Tracce
1. Mono
2. But Julian, I'm a Little Bit Older Than You
3. Hold on to Me
4. Sunset Strip
5. All the Drugs
6. Almost Golden
7. I'll Do Anything
8. Uncool
9. Life Despite God
10. Hello
11. Zeplin Song
12. Never Gonna Be the Same